# Comuna Zabilocicea, Radomîșl
Zabilocicea (în ucraineană Забілоцька сільська рада) este o comună în raionul Radomîșl, regiunea Jîtomîr, Ucraina, formată din satele Huta-Zabiloțka și Zabilocicea (reședința).

## Demografie
Componența lingvistică a comunei Zabilocicea
     Ucraineană (97,85%)
     Rusă (1,01%)
     Română (1,01%)
Conform recensământului din 2001, majoritatea populației comunei Zabilocicea era vorbitoare de ucraineană (97,85%), existând în minoritate și vorbitori de rusă (1,01%) și română (1,01%).